# Nu (Genrebezeichnung)
Nu (als Abkürzung für das englische New) bezeichnet im Rahmen einer gängigen Mode in der zweiten Hälfte der 1990er Jahre „modernisierte“, neue Versionen altbekannter Stile innerhalb der Popmusik. In einigen Fällen handelt es sich jedoch nur um das reine Wiederauffrischen gängiger Musikrichtungen.
Der Begriff Nu stammt aus der Hip-Hop-Szene, wo die so genannte Nu Skool (New School) den moderneren Sound der 1990er Jahre bezeichnet, in Abgrenzung zum typischen Hip-Hop der 1980er Jahre, der als Old Skool bezeichnet wird.

## Bekannte „Nu“-Stile
- Nu Metal kristallisierte sich Mitte der 1990er Jahre als Oberbegriff für verschiedene moderne Abkömmlinge des Heavy Metals heraus, wie Crossover, Melodic Hardcore und Industrial Metal. Meist werden damit Bands wie Korn oder Linkin Park bezeichnet, die Mischformen verschiedener Metal-Stile mit Pop und Hip-Hop kreierten.

- Nu Garage bezeichnet seit dem Anfang des 21. Jahrhunderts das Revival des Garagenrock der 60er und 70er Jahre durch Bands wie The White Stripes.

- Nu Jazz findet man Ende der 1990er Jahre teilweise als Ersatzbegriff für Acid Jazz, aber auch für damals aktuelle Stilrichtungen wie Latin Jazz. Der Begriff ist also in diesem Fall mehr als Sammelbegriff aktueller Richtungen denn als Genrebezeichnung anzusehen.

- Nu Pop ist ein vereinzelt anzutreffendes Attribut für moderne, elektronisch beeinflusste Versionen der Popmusik (siehe auch Elektropop, Future Pop, Trip-Hop), jedoch handelt es sich hier noch weniger als bei den vorhergegangenen Richtungen um eine Genrebezeichnung, sondern eher um einen Ausdruck, mit dem sich bestimmte Bands schmückten, um als modern zu gelten.

- Nu Rock ist eine zeitweilige Bezeichnung für Vertreter des Post-Grunge sowie für stärker am Rock orientierte Vertreter des Nu Metal.

- Nu Disco ist eine seltene Bezeichnung für die durch Disco beeinflussten House-Stile Disco House und French House.

- Nu-Skool Breaks ist eine Weiterentwicklung des Big Beat.

- Nu Electro ist eine Mitte der 1990er Jahre entstandene Weiterentwicklung des Electro, verfeinert durch moderne Produktionsmethoden, die vor allem in Europa besonders populär wurde. Interpreten sind z. B. Anthony Rother und Glamourous Hooligan.